# Evanston
 For alternative betydninger, se Evanston (flertydig). (Se også artikler, som begynder med Evanston)
Evanston er en by i Cook County, Illinois, USA, beliggende 19 km. nord for centrum af Chicago, med Chicago mod syd, Skokie mod vest og Wilmette mod nord og med en befolkning på 74.486 (2010).

## Notable bysbørn
- Edmund Phelps (f. 1933), nobelprismodtager, økonom
- Bill Murray (f. 1950), skuespiller, komiker
- Seth Meyers (f. 1973), tv-vært